# 岩宿駅

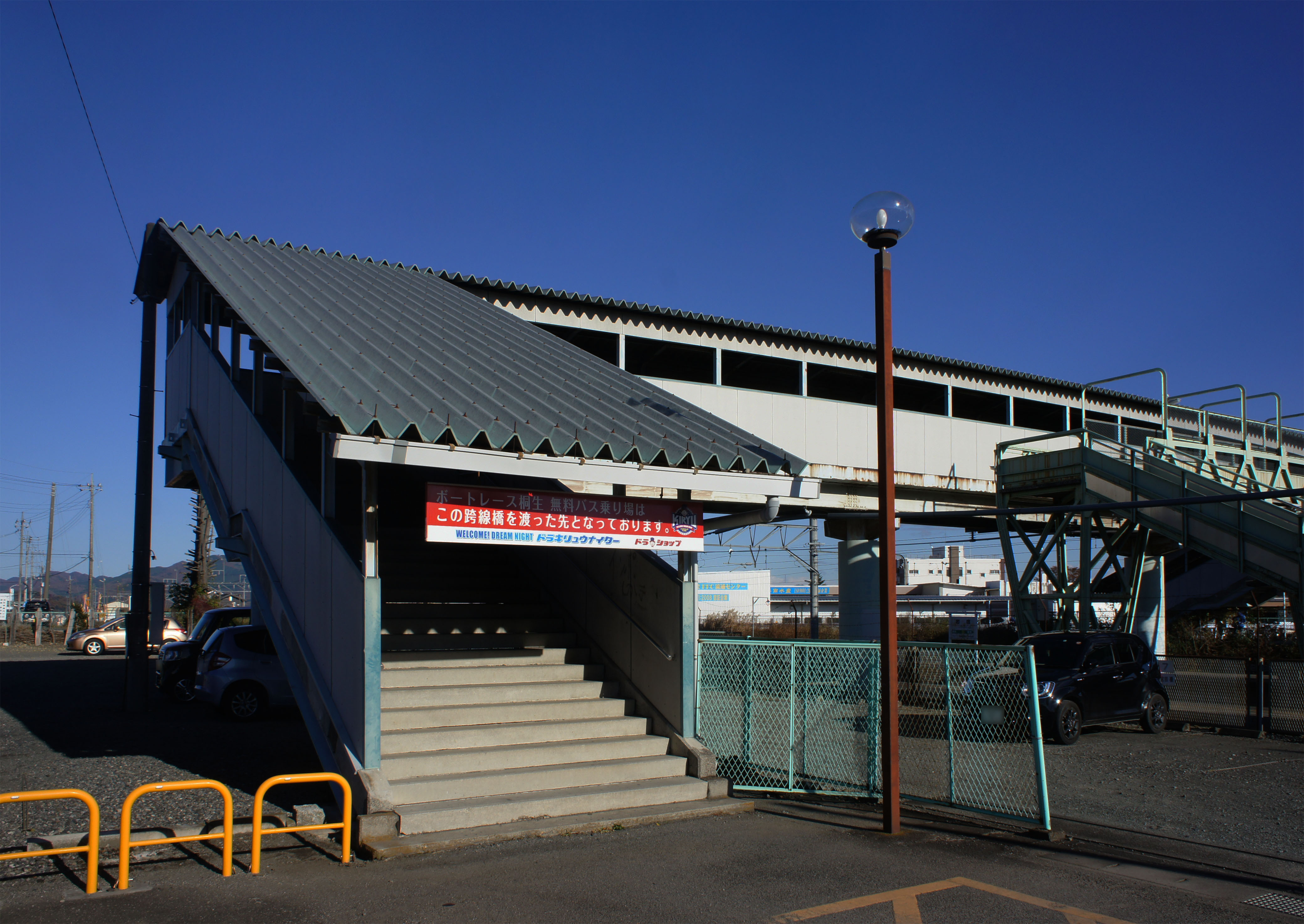
南口（2021年11月）

岩宿駅（いわじゅくえき）は、群馬県みどり市笠懸町阿左美にある、東日本旅客鉄道（JR東日本）両毛線の駅である。

## 歴史
開業当時は大間々駅（おおままえき）と称した。駅の設置された場所は新田郡笠懸村であり、山田郡大間々町からは30町ほど離れていた。これを疑問に思った村民に対して両毛鉄道の社長である田口卯吉からの回答書が残されている。
それによると、計画当初は大間々南方に設置予定であったが、実際は位置がさらに南方になってしまった。駅名は「大間々」で許可されており、今さら変更できない。また大間々の方が都会で知名度があり、それに他でもそのような例があるので事情を酌んでほしいと弁解し、了承を求めている。その後1911年（明治44年）4月に足尾鉄道（現・わたらせ渓谷鐵道わたらせ渓谷線）が開業した際、線内に大間々町駅が設置され、当駅はその翌月に現駅名へ改称された。

### 年表
- 1889年（明治22年）11月20日：両毛鉄道の大間々駅（おおままえき）として開設[1][2]。
- 1897年（明治30年）1月1日：日本鉄道に譲渡。
- 1906年（明治39年）11月1日：日本鉄道国有化[2]。官設鉄道に移管。
- 1911年（明治44年）5月1日：岩宿駅（いわじゅくえき）に改称[2]。
- 1936年（昭和11年）3月：駅舎改築。
- 1949年（昭和24年）6月1日：公共企業体日本国有鉄道（国鉄）発足に伴い、その所属となる。
- 1961年（昭和36年）10月1日：貨物扱い廃止[2]。
- 1968年（昭和43年）10月：跨線橋完成。
- 1984年（昭和59年）2月1日：荷物扱い廃止[2]。
- 1987年（昭和62年）4月1日：国鉄分割民営化により、東日本旅客鉄道（JR東日本）の駅となる[2]。
- 2001年（平成13年）11月18日：ICカードSuica供用開始。

## 駅構造
単式ホーム1面1線と島式ホーム1面2線、計2面3線を有する列車交換可能な地上駅。木造駅舎を備える。電車とホーム間の段差が大きいため、足元に十分注意する必要がある。
JR東日本ステーションサービス受託の業務委託駅（桐生駅管理）。簡易Suica改札機が設置されている。改札口は北側のみ。駅舎横に跨線橋が設置され、駅南側に駅前広場と国道50号に至る道路が整備されている。

### のりば
| 番線 | 路線    | 方向 | 行先                   |
| ---- | ------- | ---- | ---------------------- |
| 1    | ■両毛線 | 下り | 桐生・足利・小山方面   |
| 2・3 | ■両毛線 | 上り | 伊勢崎・前橋・高崎方面 |

（出典：JR東日本:駅構内図）
- 上り定期列車は主に2番線から発着。3番線は上下双方発着に対応している。

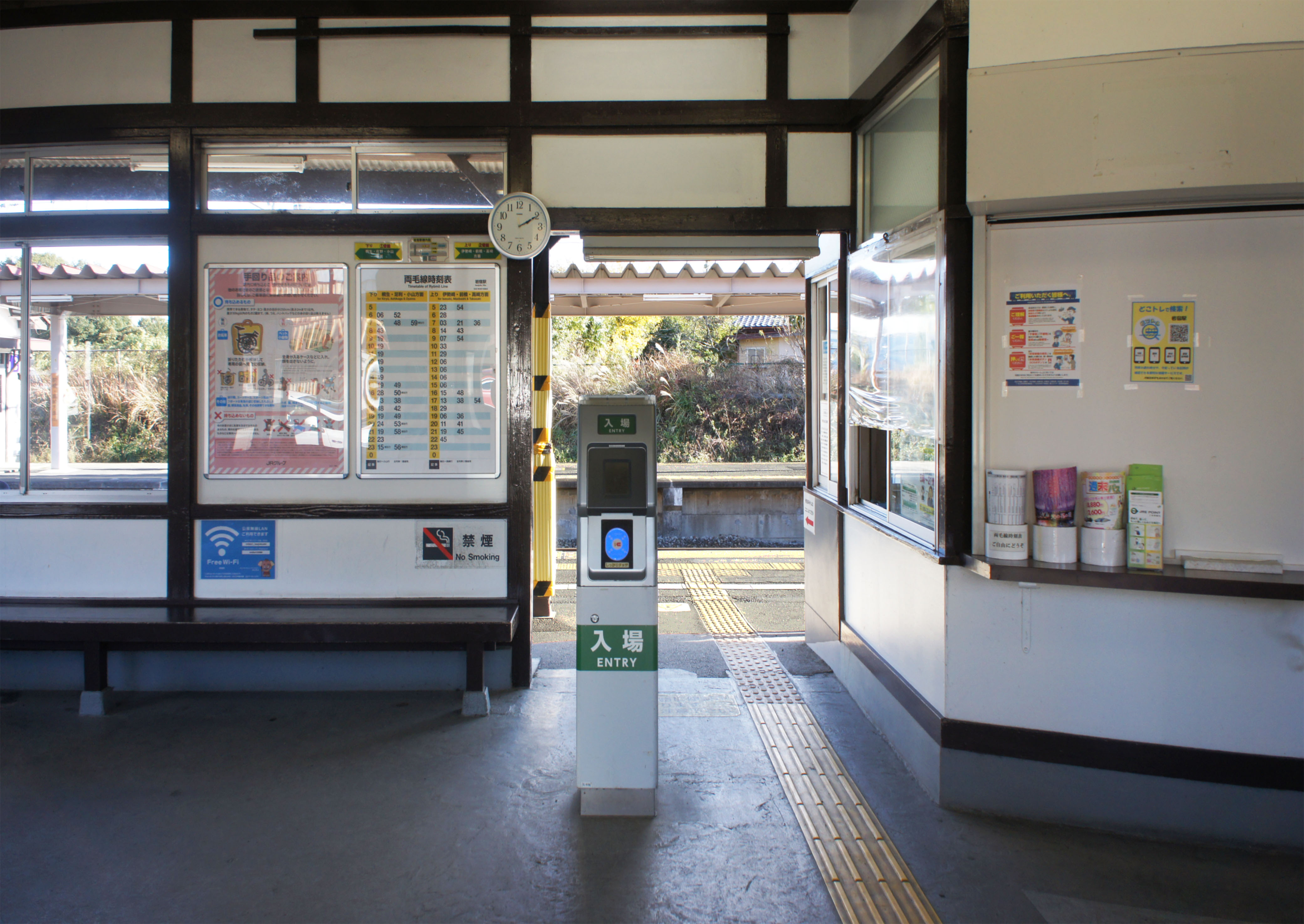
改札口（2021年11月）
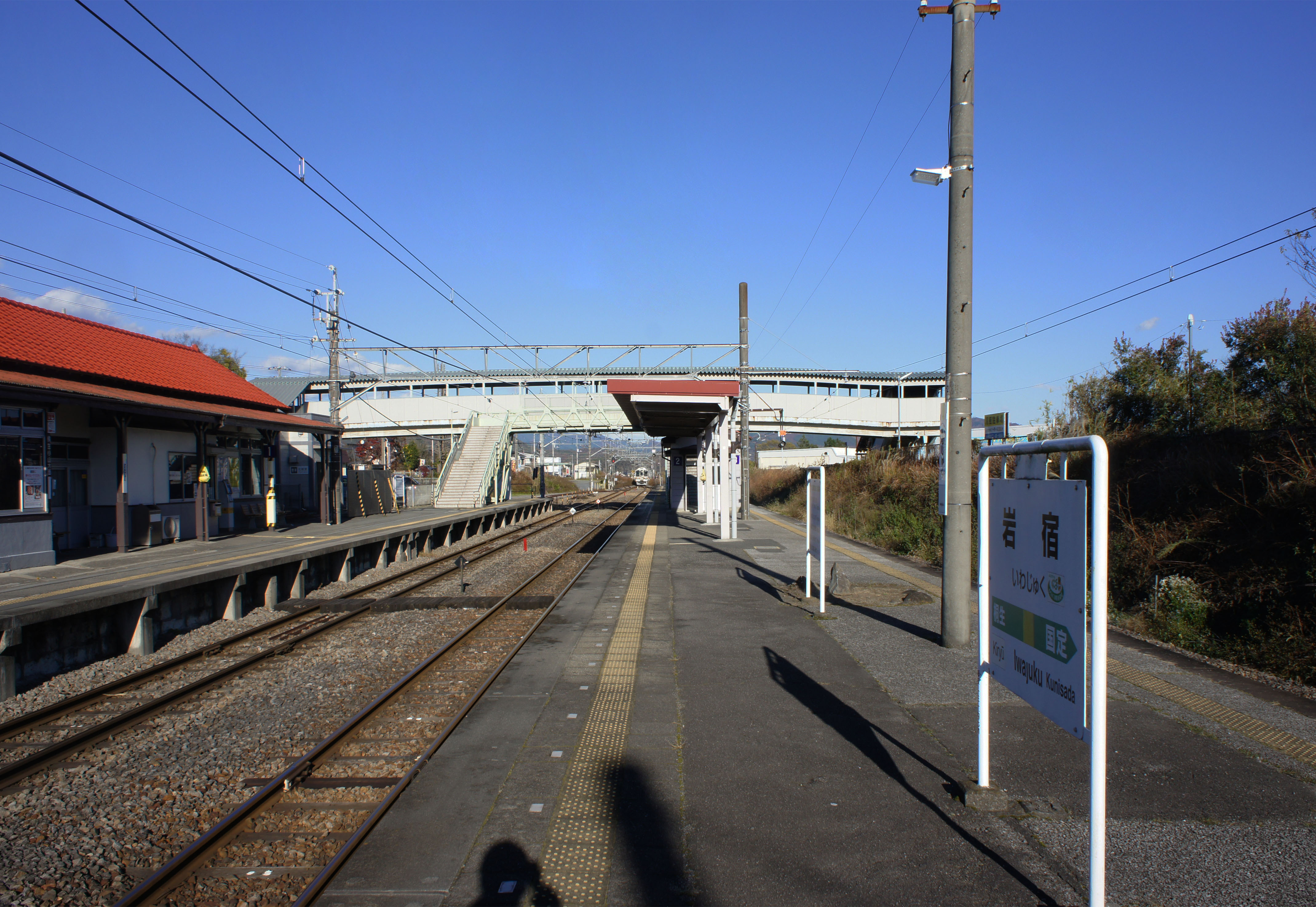
ホーム（2021年11月）

## 利用状況
JR東日本によると、2023年度（令和5年度）の1日平均乗車人員は1,167人である。
2000年度（平成12年度）以降の推移は以下の通り。
| 乗車人員推移       | 乗車人員推移     | 乗車人員推移    |
| 年度               | 1日平均 乗車人員 | 出典            |
| ------------------ | ---------------- | --------------- |
| 2000年（平成12年） | 1,150            | [ 利用客数 2 ]  |
| 2001年（平成13年） | 1,080            | [ 利用客数 3 ]  |
| 2002年（平成14年） | 1,023            | [ 利用客数 4 ]  |
| 2003年（平成15年） | 1,025            | [ 利用客数 5 ]  |
| 2004年（平成16年） | 1,042            | [ 利用客数 6 ]  |
| 2005年（平成17年） | 994              | [ 利用客数 7 ]  |
| 2006年（平成18年） | 997              | [ 利用客数 8 ]  |
| 2007年（平成19年） | 1,024            | [ 利用客数 9 ]  |
| 2008年（平成20年） | 1,045            | [ 利用客数 10 ] |
| 2009年（平成21年） | 1,069            | [ 利用客数 11 ] |
| 2010年（平成22年） | 1,090            | [ 利用客数 12 ] |
| 2011年（平成23年） | 1,111            | [ 利用客数 13 ] |
| 2012年（平成24年） | 1,162            | [ 利用客数 14 ] |
| 2013年（平成25年） | 1,241            | [ 利用客数 15 ] |
| 2014年（平成26年） | 1,234            | [ 利用客数 16 ] |
| 2015年（平成27年） | 1,234            | [ 利用客数 17 ] |
| 2016年（平成28年） | 1,253            | [ 利用客数 18 ] |
| 2017年（平成29年） | 1,243            | [ 利用客数 19 ] |
| 2018年（平成30年） | 1,251            | [ 利用客数 20 ] |
| 2019年（令和元年） | 1,255            | [ 利用客数 21 ] |
| 2020年（令和02年） | 888              | [ 利用客数 22 ] |
| 2021年（令和03年） | 1,031            | [ 利用客数 23 ] |
| 2022年（令和04年） | 1,139            | [ 利用客数 24 ] |
| 2023年（令和05年） | 1,167            | [ 利用客数 1 ]  |

## 駅周辺

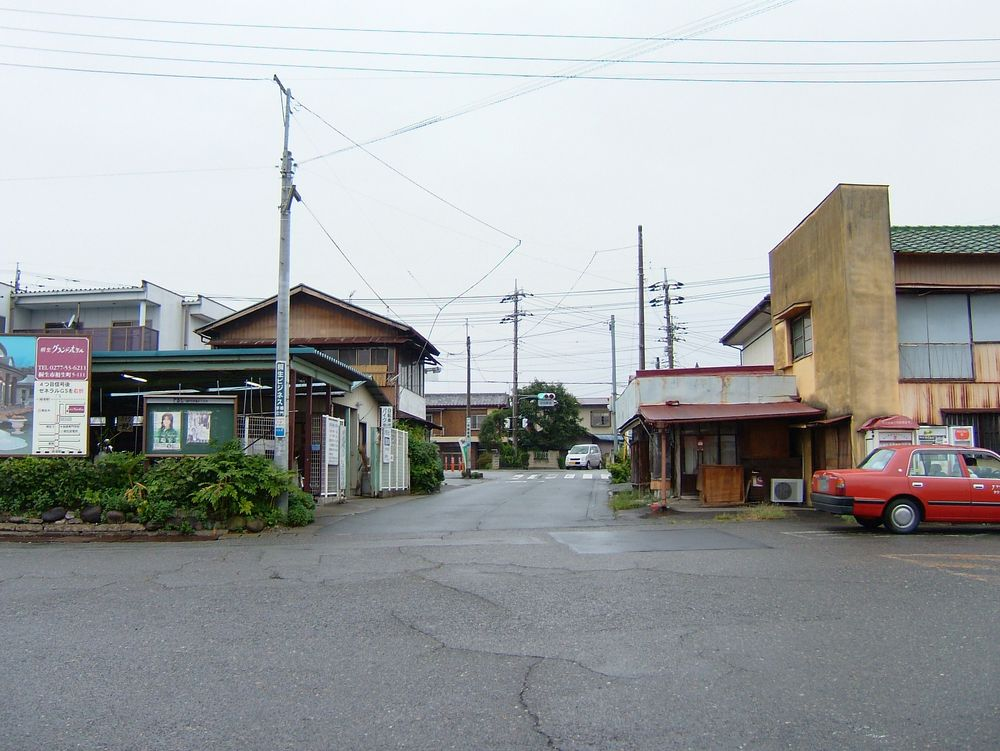
駅前風景（2006年11月）

みどり市役所や桐生大学の最寄り駅であるが、桐丘学園のスクールバスは隣の桐生駅を発着している。また、桐生競艇場への無料バスが発着している。JRではみどり市内にある唯一の駅であり、JTB時刻表ではみどり市の代表駅となっているが、みどり市中心街の最寄り駅は、東武鉄道・上毛電気鉄道赤城駅若しくはわたらせ渓谷鉄道大間々駅である。
- 笠懸郵便局
- 国土交通省高崎河川国道事務所桐生国道維持出張所
- 桐生警察署笠懸町交番
- NTT東日本笠懸電話交換センタ
- 桐生地方卸売市場
- 笠懸野文化ホール パル
- みどり市民体育館
- みどり市立笠懸南中学校
- 阿左美沼
- 桐生競艇場
- JR東日本岩宿変電所
- 岩宿遺跡
- みどり市岩宿博物館
- 鹿の川沼
- みどり市役所笠懸庁舎
- 群馬県道346号岩宿停車場線
- 群馬県道344号阿左美桐生線
- 群馬県道78号太田大間々線
- 桐生バイパス（国道50号）

## 隣の駅
東日本旅客鉄道（JR東日本）
■両毛線
桐生駅 -（下新田信号場）- 岩宿駅 - 国定駅
1987年（昭和62年）までは国定駅との間に間野谷駅があった。

### 記事本文